# Chen caerulescens

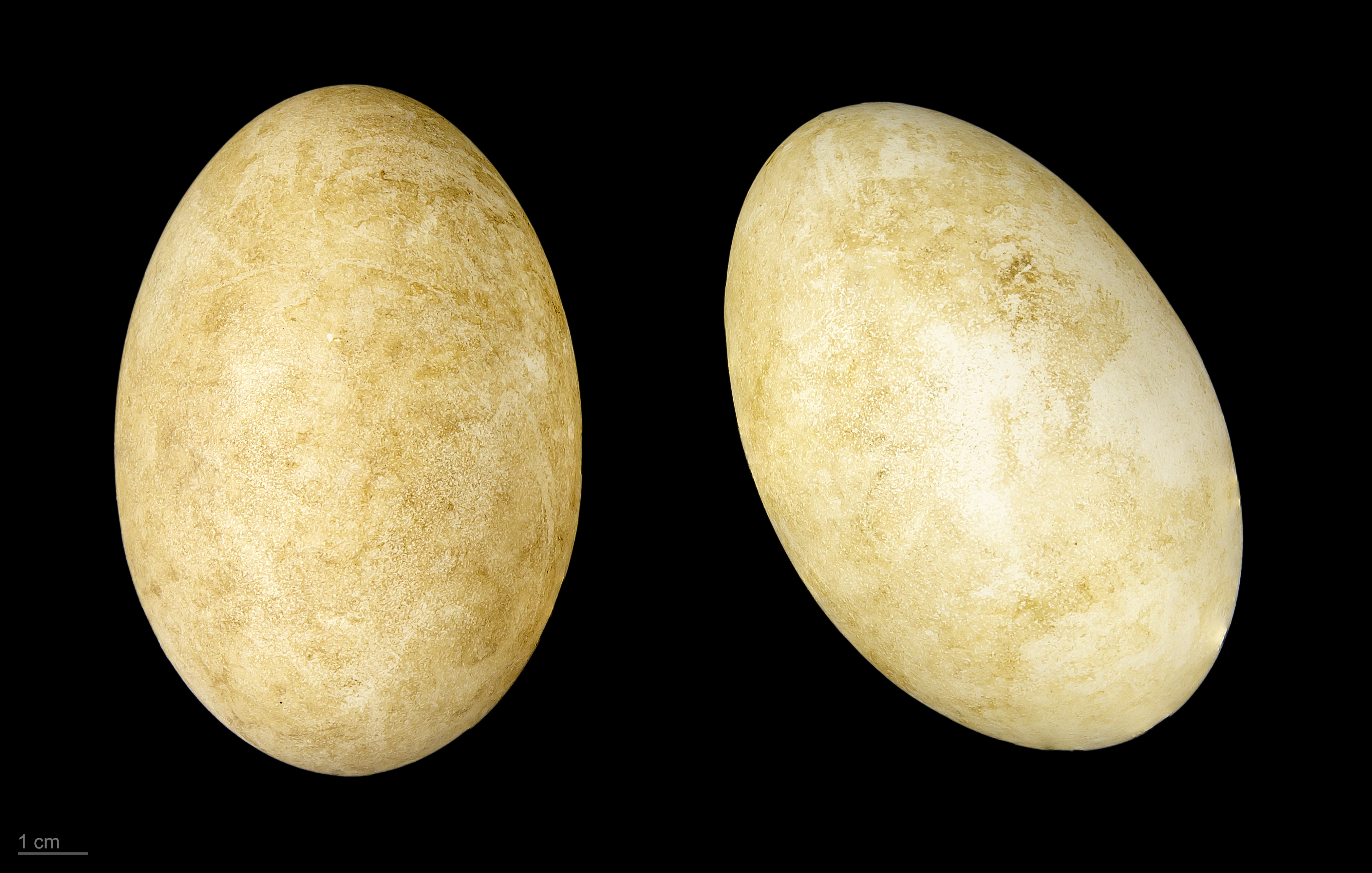
Anser caerulescens - MHNT

El ánsar nival (Anser caerulescens), también llamado ganso blanco o ganso nival, es una especie de ave anseriforme de la familia Anatidae propia de América del Norte y la isla Wrangell. Cría en el Ártico, en áreas pantanosas de la tundra en Canadá, Alaska, Groenlandia, además de la isla Wrangell del extremo nororiental de Siberia, y migra al sur en invierno hasta México y Estados Unidos. Se alimenta cavando en busca de raíces y bulbos, y pasta brotes y hojas. Es sociable, incluso en la época de cría, y las parejas anidan muy cerca. Después de criar, estos ánsares migran en bandadas, algunas veces de varios miles de individuos, para pasar el invierno en pantanos y praderas costeras a lo largo de la parte central y meridional de Norteamérica. Su reclamo es un áspero cacareo. Algunos autores lo consideran miembro del género Chen.

## Descripción
El ganso blanco posee dos tipos de plumaje entre los individuos de la especie. La forma blanca tiene un plumaje blanco, excepto las puntas de las alas, que son negras. Por otro lado, la forma azulada tiene el plumaje gris azulado excepto en la cabeza, que es blanca. Aunque antes identificados como especies distintas, más tarde se descubrió que eran dos formas de la misma especie, determinadas por los genes del plumaje.

## Subespecies
Se distinguen dos subespecies de Anser caerulescens:
- Chen caerulescens caerulescens. Es la menor de las dos subespecies, habita desde la zona central septentrional de Canadá hasta el estrecho de Bering. Este ganso mide entre 63 a 79 cm de altura y pesa de 2 a 2,7 kg.

- Chen caerulescens atlanticus. Anida en el noreste de Canadá. Su peso medio es de 3,2 kg y 79 cm de altura, aunque puede llegar a pesar 4,5 kg. La apertura de ala para ambas subespecies es de 135 a 165 cm. El morfo azul es raro entre los miembros de esta subespecie y las poblaciones orientales de A c. caerulescens.

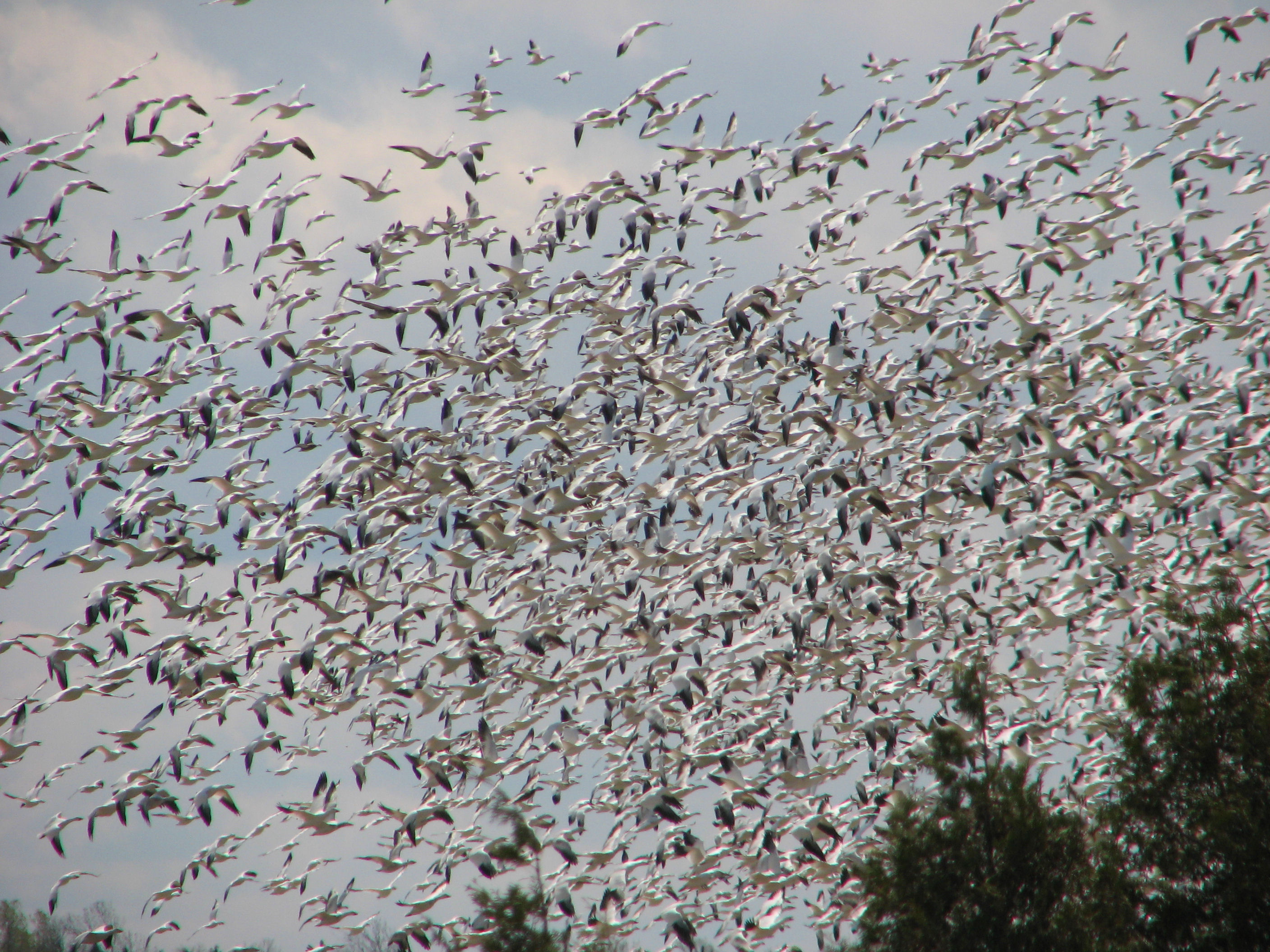
A. c. atlanticus. Alexandria (Ontario).
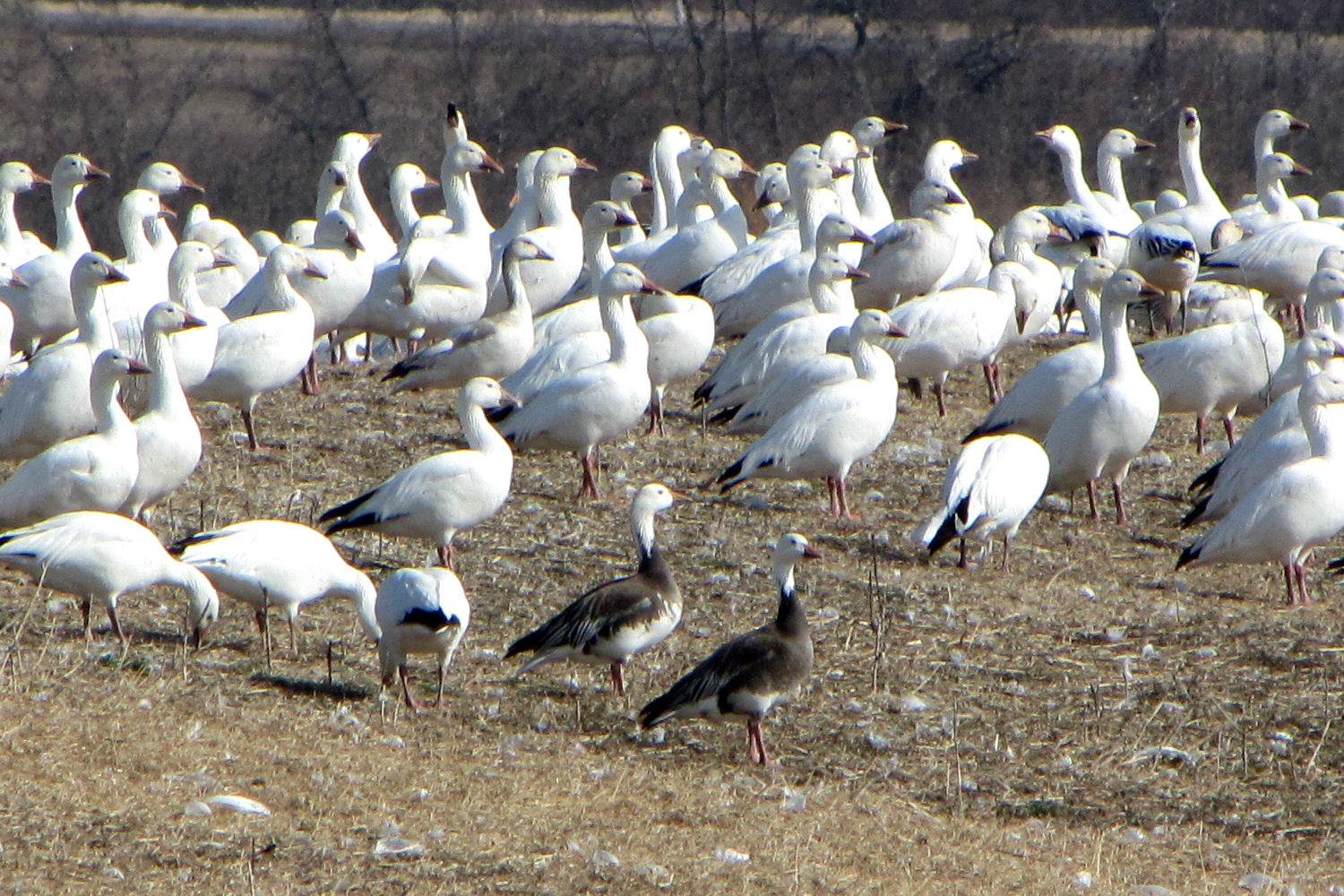
A. c. atlanticus. Alexandria (Ontario). En primer término, dos ejemplares de la forma azul (o gris).
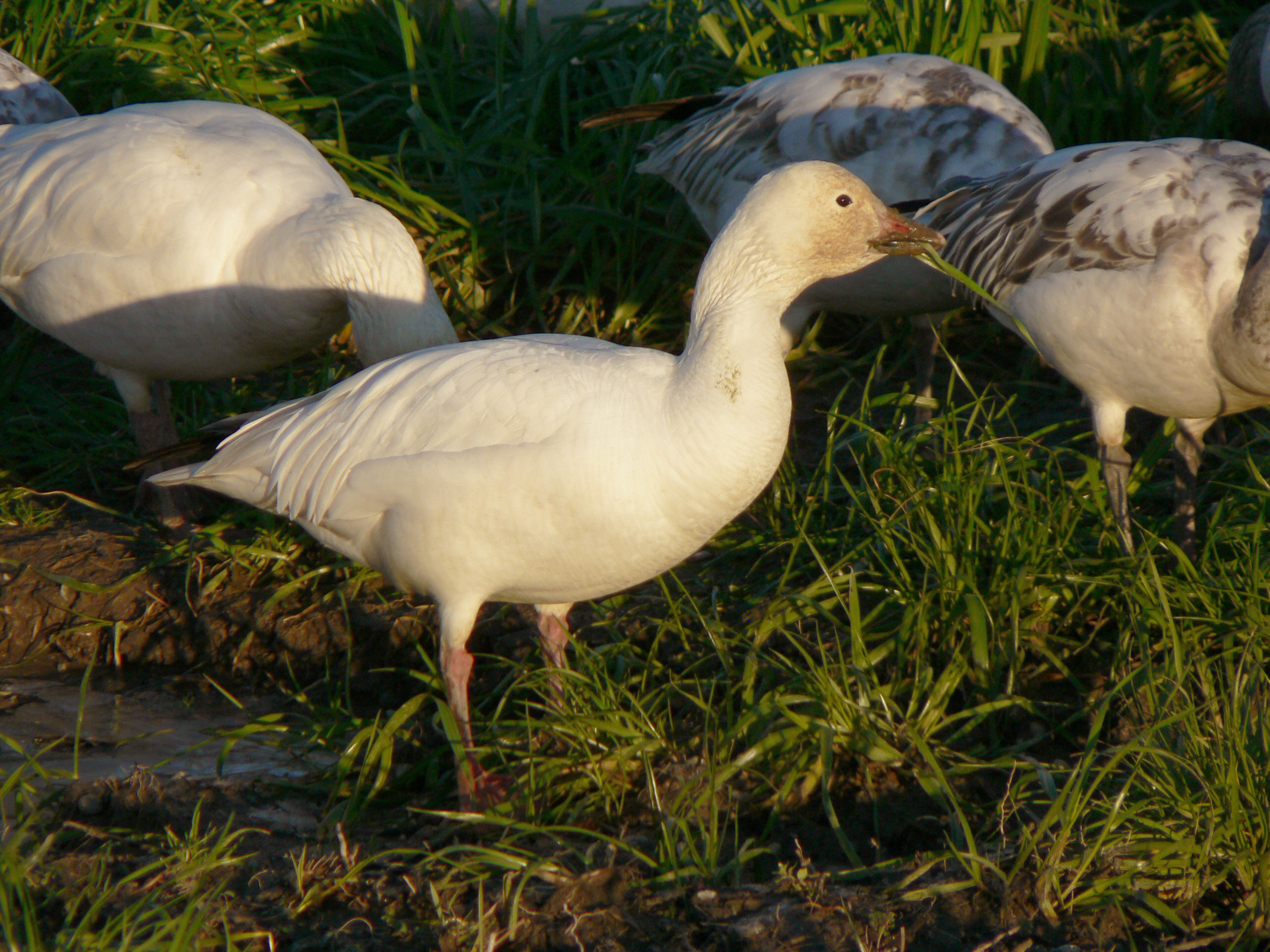
A. c. caerulescens. Forma blanca.

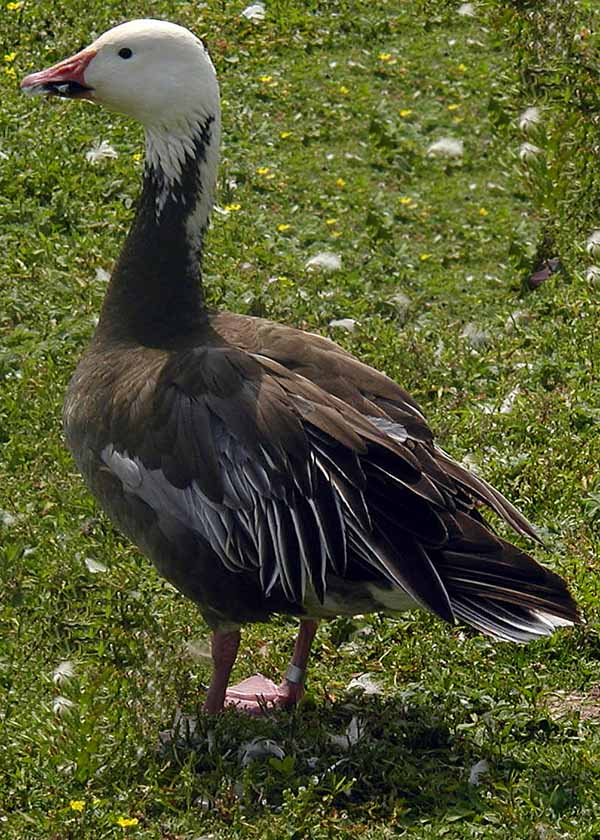
A. c. caerulescens. Forma azul (o gris).